# Edward Fox
Edward Charles Morrice Fox (Londra, 13 aprile 1937) è un attore britannico.

## Biografia
Edward Fox è figlio d'arte: il padre, Robin, era agente teatrale e la madre, Angela Worthington, attrice; i fratelli James e Robert, sono rispettivamente, attore e produttore cinematografico. Inoltre è attore anche il fratello consanguineo Daniel Chatto. Il nonno materno era il drammaturgo Frederick Lonsdale. Fox frequentò la Harrow School e svolse il servizio militare nelle Coldstream Guards, uno dei reggimenti della Guardia Reale.
Fece il suo esordio in teatro nel 1958 e la sua prima apparizione cinematografica come comparsa nel film Io sono un campione (1963), per la regia di Lindsay Anderson. Tra la fine degli anni sessanta e l'inizio degli anni settanta ricoprì ruoli nei film inglesi di maggior successo dell'epoca, quali Oh, che bella guerra! (1969), di Richard Attenborough, I lunghi giorni delle aquile (1969), di Guy Hamilton e Messaggero d'amore (1970), per la regia di Joseph Losey.
Ma fu Il giorno dello sciacallo (1973), diretto da Fred Zinnemann, nel quale rivestiva il ruolo di protagonista, il killer incaricato di uccidere il generale De Gaulle, che lo rese famoso in tutto il mondo. Da quel momento divenne piuttosto richiesto e comparve in film quali Quell'ultimo ponte (1977), diretto da Richard Attenborough, e Forza 10 da Navarone (1978), con Robert Shaw e Harrison Ford, diretto da Guy Hamilton. Nel 1977 recitò anche una piccola parte nell'esordio cinematografico di Ridley Scott, I duellanti e nel 1978 interpretò Edoardo VIII nel film televisivo a puntate Edoardo e la signora Simpson, ottenendo il British Academy Television Award per il miglior attore.
Nel 1982 interpretò il controverso personaggio del brigadiere-generale Reginald Dyer, responsabile del Massacro di Amritsar, avvenuto in India, nel kolossal Gandhi (1982), diretto da Richard Attenborough. Un anno dopo ricoprì il ruolo di M nel film apocrifo della saga di James Bond interpretato da Sean Connery Mai dire mai (1983) e, un anno dopo ancora, una piccola parte anche ne Il Bounty (1984) di Roger Donaldson. Nel 1995 prese parte al film Un mese al lago. Oltre ai numerosi altri film, egli consolidò la sua fama di attore di teatro recitando sui palcoscenici londinesi del West End. Fu particolarmente apprezzato nella trasposizione teatrale di Quattro quartetti, i poemetti di T. S. Eliot, rappresentati nei maggiori festival in Inghilterra e all'estero, accompagnati da musiche di Johann Sebastian Bach. Nel 2003 è stato nominato Officer of the British Empire ed è membro del Savile Club.

## Vita privata
Edward Fox si sposò due volte: dal 1958 al 1961 con l'attrice inglese Tracy Reed, dalla quale ebbe una figlia, Lucy, da cui ebbe due nipoti gemelli nel 1990. Dopo una lunga relazione, nel 2004 si risposò con un'altra attrice inglese, Joanna David, dalla quale nel 1974 aveva avuto una figlia, l'attrice Emilia Fox (che gli diede una nipote nel 2001), e un figlio, Freddie Fox (nato nel 1989).

## Filmografia parziale

### Cinema
- Io sono un campione (This Sporting Life), regia di Lindsay Anderson (1963)
- I ribelli di Carnaby Street (The Jokers), regia di Michael Winner (1967)
- Colpo su colpo (The Naked Runner), regia di Sidney J. Furie (1967)
- Il lungo duello (The Long Duel), regia di Ken Annakin (1967)
- Il complesso del sesso (I'll Never Forget What's'isname), regia di Michael Winner (1967)
- Oh, che bella guerra! (Oh! What a Lovely War), regia di Richard Attenborough (1969)
- I lunghi giorni delle aquile (Battle of Britain), regia di Guy Hamilton (1969)
- Tropis - Uomo o scimmia? (Skullduggery), regia di Gordon Douglas (1970)
- Messaggero d'amore (The Go-Between), regia di Joseph Losey (1971)
- Il giorno dello sciacallo (The Day of the Jackal), regia di Fred Zinnemann (1973)
- Casa di bambola (A Doll's House), regia di Joseph Losey (1973)
- Galileo, regia di Joseph Losey (1975)
- Quell'ultimo ponte (A Bridge Too Far), regia di Richard Attenborough (1977)
- I duellanti (The Duellists), regia Ridley Scott (1977)
- Soldato d'Orange (Soldaat van Oranje), regia di Paul Verhoeven (1977)
- Il racket dei sequestri (The Squeeze), regia di Michael Apted (1977)
- Marlowe indaga (The Big Sleep), regia di Michael Winner (1978)
- Forza 10 da Navarone (Force 10 from Navarone), regia di Guy Hamilton (1978)
- Il gatto e il canarino (The Cat and the Canary), regia di Radley Metzger (1978)
- Assassinio allo specchio (The Mirror Crack'd), regia di Guy Hamilton (1980)
- Gandhi, regia di Richard Attenborough (1982)
- Mai dire mai (Never Say Never Again), regia di Irvin Kershner (1983)
- Il servo di scena (The Dresser), regia di Peter Yates (1983)
- Il Bounty (The Bounty), regia di Roger Donaldson (1984)
- Battuta di caccia (The Shooting Party), regia di Alan Bridges (1985)
- I 4 dell'Oca selvaggia II (Wild Geese II), regia di Peter Hunt (1985)
- Ritorno dal fiume Kwai (Return from the River Kwai), regia di Andrew V. McLaglen (1989)
- Festa di mezzanotte - L'invito è a sorpresa (A Feast at Midnight), regia di Justin Hardy (1994)
- Un mese al lago (A Month by the Lake), regia di John Irvin (1995)
- Il mistero del principe Valiant (Prince Valiant), regia di Anthony Hickox (1997)
- Lost in Space, regia di Stephen Hopkins (1998)
- All the Queen's Men, regia di Stefan Ruzowitzky (2001)
- L'importanza di chiamarsi Ernest (The Importance of Being Earnest), regia di Oliver Parker (2002)
- Nicholas Nickleby, regia di Douglas McGrath (2002)
- Stage Beauty, regia di Richard Eyre (2004)
- Lassie, regia di Charles Sturridge (2005)
- Katherine of Alexandria, regia di Michael Redwood (2014)
- Johnny English colpisce ancora (Johnny English Strikes Again), regia di David Kerr (2018) - cameo

### Televisione
- Agente segreto (Man in a Suitcase) – serie TV, episodio 1x29 (1968)
- Agente speciale (The Avengers) - serie TV, episodio 6x08 (1969)
- Edward e Mrs. Simpson (Edward & Mrs. Simpson), regia di Waris Hussein – miniserie TV (1978)
- Anastasia - L'ultima dei Romanov (Anastasia: The Mystery of Anna), regia di Marvin J. Chomsky – miniserie TV (1986)
- Shaka Zulu, regia di William C. Faure – miniserie TV (1986)
- Robin Hood - La leggenda (Robin Hood), regia di John Irvin – film TV (1991)
- Sherlock Holmes - Il mistero del crocifero di sangue (The Crucifer of Blood), regia di Fraser Clarke Heston – film TV (1991)
- I viaggi di Gulliver (Gulliver's Travels), regia di Charles Sturridge – miniserie TV (1996)
- Poirot (Agatha Christie's Poirot) – serie TV, episodio 9x04 (2004)
- Oliver Twist – miniserie TV, 5 episodi (2007)
- L'ispettore Barnaby (Midsomer Murders) – serie TV, episodio 14x02 (2011)
- Taboo – serie TV, 4 episodi (2017)
- The Gentlemen – serie TV, 1 episodio (2024)

## Riconoscimenti
- British Academy Film Award
  - 1972 – Miglior attore non protagonista per Messaggero d'amore
  - 1978 – Miglior attore non protagonista per Quell'ultimo ponte
  - 1983 – Candidatura al miglior attore non protagonista per Gandhi
- British Academy Television Award
  - 1979 – Miglior attore protagonista per Edward & Mrs. Simpson
- Evening Standard British Film Awards
  - 1975 – Miglior nuova promessa
- NSFC National Society of Film Critics
  - 1977 - Miglior attore non protagonista per Quell'ultimo ponte

## Doppiatori italiani
Nelle versioni in italiano delle opere in cui ha recitato, Edward Fox è stato doppiato da:
- Cesare Barbetti ne Il gatto e il canarino, Mai dire mai
- Gianni Giuliano in Johnny English colpisce ancora, The Gentlemen
- Dario Penne in Un mese al lago, Passione sotto la cenere
- Daniele Tedeschi ne I lunghi giorni delle aquile
- Carlo Sabatini in Messaggero d'amore
- Sandro Iovino ne Il giorno dello sciacallo
- Gianni Marzocchi in Quell'ultimo ponte
- Pietro Biondi in Forza 10 da Navarone
- Gino La Monica in Assassinio allo specchio
- Sergio Tedesco in Gandhi
- Pino Locchi ne Il servo di scena
- Michele Gammino ne Il Bounty
- Renato Cortesi in Shaka Zulu
- Gianni Musy in Robin Hood - La leggenda
- Sergio Graziani in Sherlock Holmes - Il mistero del crocifero di sangue
- Gabriele Carrara in Festa di mezzanotte - L'invito è a sorpresa
- Romano Malaspina in Il mistero del principe Valiant
- Sergio Di Giulio in Nicholas Nickleby
- Sergio Di Stefano in Stage Beauty